# Leonhard Frank (Abt)
Leonhard Frank oder Leonhard II. Frank (* in Klebsheim an der Jagst, wahrscheinlich identisch mit Klepsau, heute Ortsteil von Krautheim; † 21. September 1648) war von 1614 bis 1648 Abt des Prämonstratenserklosters Oberzell in Zell am Main.

## Oberzell vor Frank
Das klösterliche Leben in Oberzell war vor dem Amtsantritt von Leonhard Frank von den Glaubenskriegen der Zeit bedroht. Zwar fand die Reformation kaum Anhänger in Zell am Main, allerdings erreichten die Auseinandersetzungen im Deutschen Bauernkrieg auch das Kloster. Im Jahr 1525 wurde die Abtei geplündert. In den Jahren danach wurde der Wiederaufbau vorangetrieben. Erst unter dem Vorvorgänger von Frank, Johannes Herberich, gelang es die Schulden aus dem Bauernkrieg abzutragen.

## Leben
Leonhard Frank wurde wahrscheinlich am Ende des 16. Jahrhunderts in „Klebsheim“ an der Jagst geboren. Der Geburtsort, der mehrfach in den Quellen auftaucht, kann allerdings nicht eindeutig identifiziert werden. Wahrscheinlich handelt es bei dem Ort um ein Dorf am Oberlauf der Jagst im heutigen Baden-Württemberg. Die schulische Ausbildung des späteren Abtes liegt ebenfalls im Dunklen, wahrscheinlich besuchte er eine Universität.
Nach dem Tod des Abtes Nikolaus Reinstein Ende September 1607 wurde eine Wahl nötig. Aus dieser ging Leonhard Frank als Sieger hervor. Zunächst kümmerte sich Abt Leonhard um die Klostergebäude und ließ die Konventskirche ausbessern und wölben. Gleichzeitig trieb er aber in Rom die Verleihung der Pontifikalien für die Oberzeller Äbte voran. Die Abtei war eines der wenigen Prämonstratenserklöster, in denen die Äbte noch nicht die bischöflichen Insignien wie die Mitra tragen durften.
Am 14. Juli 1628 gewährte Papst Urban VIII. dem fränkischen Prälaten die Pontifikalien. Gleichzeitig wurde es ihm erlaubt Benediktionen vorzunehmen. In der Folgezeit übernahm Frank auch mehrere Aufträge für das Generalkapitel der Prämonstratenser. So besuchte er die Klöster im Sprengel der Abtei Wadgassen im heutigen Saarland und die Region um Kloster Oberilbenstadt im heutigen Hessen, um eine Visitation vorzunehmen.
Inzwischen war der Dreißigjährige Krieg zwischen Katholiken und Protestanten ausgebrochen. Im Jahr 1631 fielen die protestantischen Schweden in das katholische Würzburg ein und besetzten die Bischofsstadt. Bereits im Oktober 1631 war Abt Leonhard Frank, wie viele andere Prälaten aus der Region, aus Oberzell geflohen. Der Exilort des Abtes ist in den Quellen nicht überliefert. Frank blieb bis in den Dezember 1634 im Exil und kehrte dann in die zerstörte Abtei zurück.
Nach dem Ende der schwedischen Herrschaft trieb Frank den Wiederaufbau der in Mitleidenschaft gezogenen Klostergebäude voran. Allerdings ging der Krieg in dieser Zeit weiter und der Aufbau verzögerte sich. So bestand der Oberzeller Konvent im Jahr 1640 nur noch aus sechs Priestern. Das Kriegsende erlebte Abt Leonhard Frank nicht mehr. Er verstarb am 21. September 1648 und wurde unterhalb des Presbyteriums in der Mitte des Chores der Klosterkirche begraben.

## Wappen

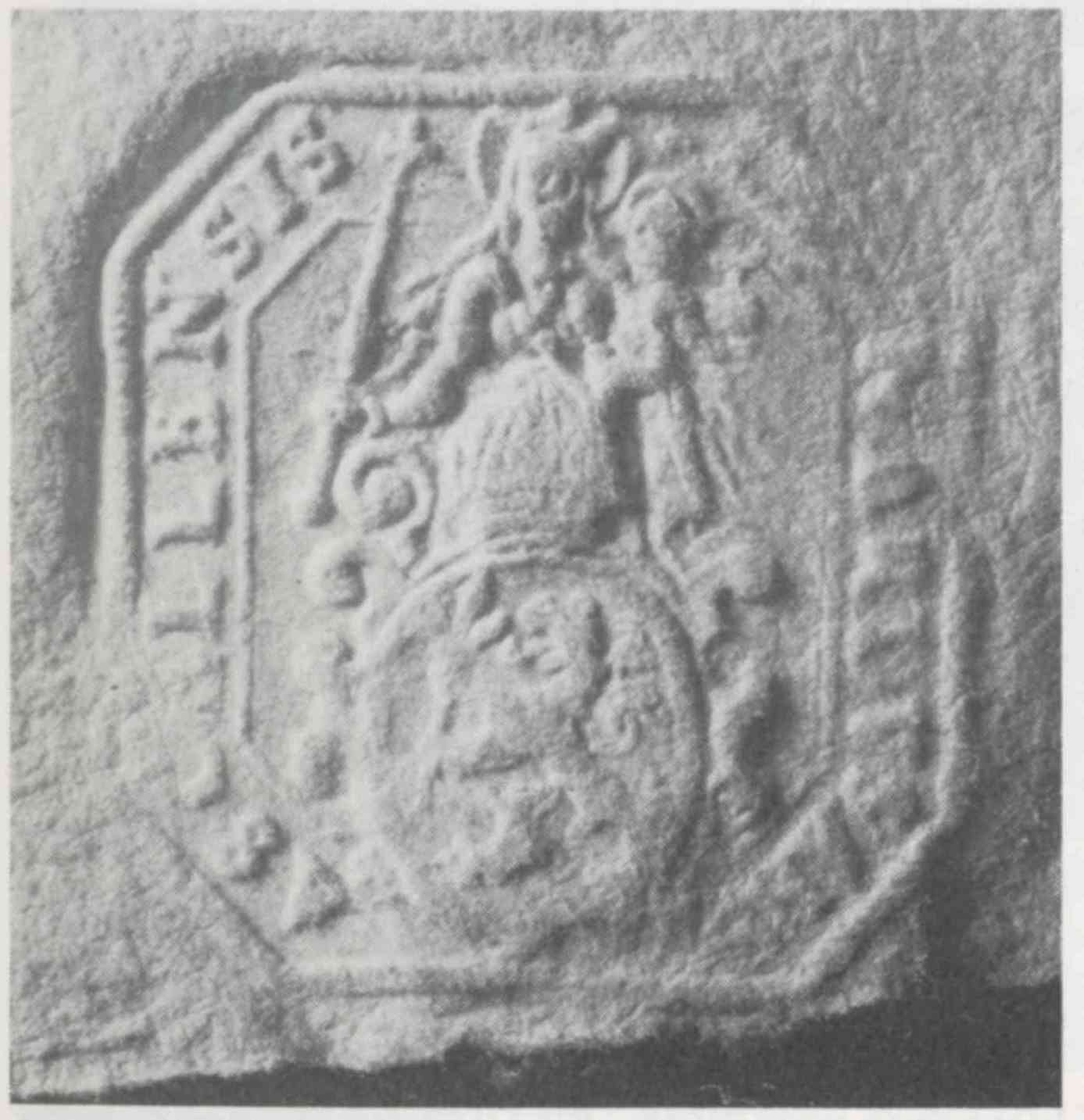
Das Wappen des Abtes Leonhard Frank

Das persönliche Wappen von Abt Leonhard Frank hat sich lediglich auf einem Klostersiegel überliefert. Das Siegel ist beschädigt, weswegen auch das Wappen nicht detailliert zu erkennen ist. Beschreibung: Ein rechtsgewendeter aufrechter Löwe, in den Pranken einen Ast haltend. Die Tingierung des Wappens ist nicht bekannt. Anders als bei vielen anderen Oberzeller Abtswappen existiert für Frank kein Helm oberhalb des eigentlichen Schildes.